# Norbert Spinrath

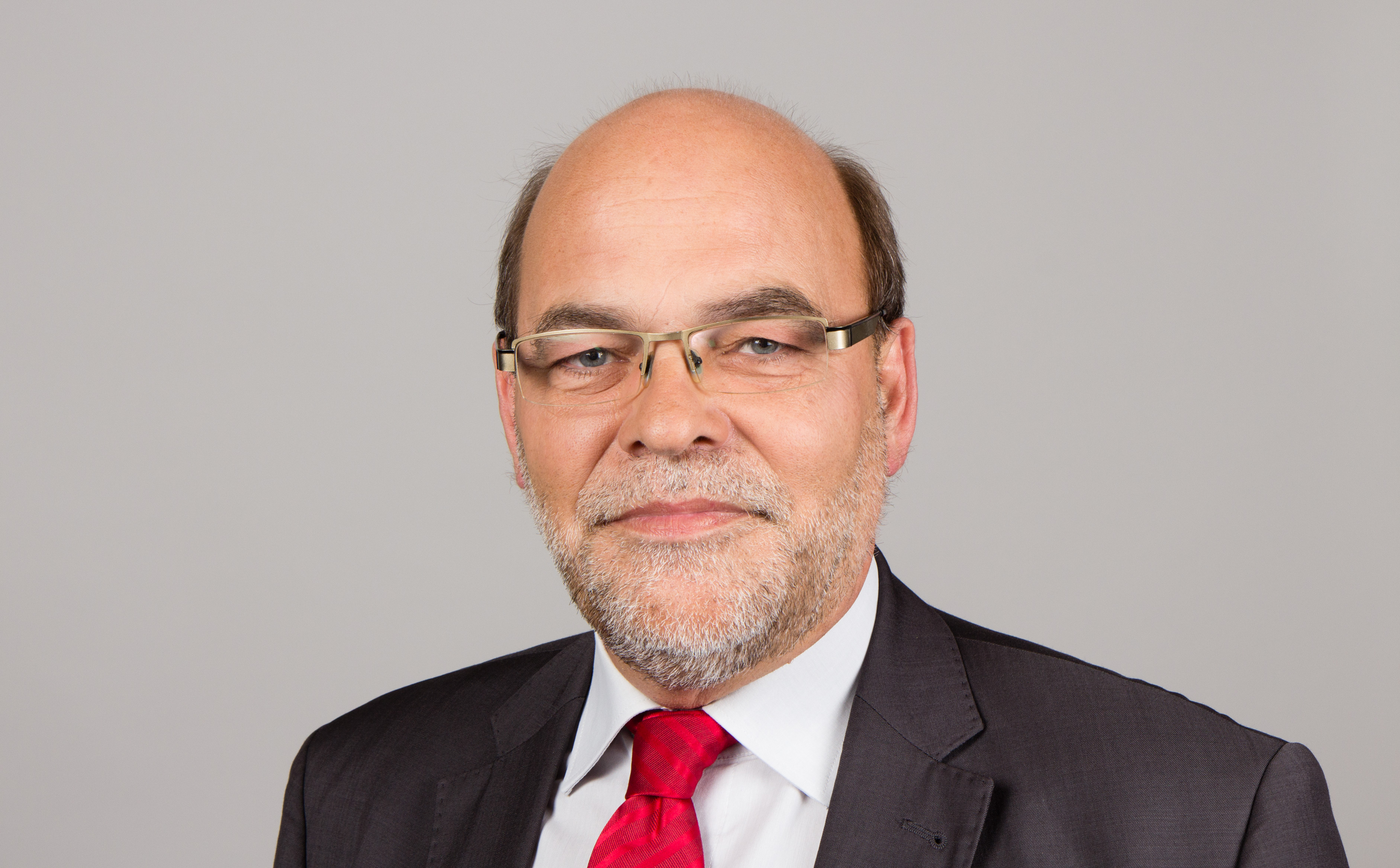
Norbert Spinrath (2014)

Norbert Spinrath (* 26. September 1957 in Rheydt) ist ein deutscher Gewerkschafter und Politiker (SPD). Er war von 1998 bis 2000 Bundesvorsitzender der Gewerkschaft der Polizei und von 2013 bis 2017 Bundestagsabgeordneter.

## Beruflicher Werdegang
Spinrath absolvierte die Grundschule und das Hugo-Junkers-Gymnasium in Rheydt, das er 1974 mit der mittleren Reife abschloss. Im Anschluss begann er seine Ausbildung zum mittleren Polizeivollzugsdienst beim Land Nordrhein-Westfalen (NRW). 1978 trat Spinrath in die Gewerkschaft der Polizei (GdP) ein.
Nach der Ausbildung war Spinrath im Streifendienst tätig, bevor er 1981 ein Studium an der Fachhochschule für öffentliche Verwaltung in Duisburg zur Qualifikation für den gehobenen Polizeidienst begann. Dieses schloss er 1984 als Diplom-Verwaltungswirt (FH) ab.
Von 1978 bis 2001 war Spinrath als Personalrat auf verschiedenen Ebenen tätig. 2001 bis Anfang 2005 schloss sich eine Tätigkeit bei der Landesvertretung NRW bei der Europäischen Union in Brüssel an, bevor er im März 2005 in das Innenministerium NRW wechselte.

## Gewerkschaftliches und politisches Wirken
Ab 1978 war Spinrath in verschiedenen Funktionen ehrenamtlich für die Gewerkschaft der Polizei tätig. Nach mehrjährigen Tätigkeiten als Pressesprecher, Kreisgruppen- und  Bezirksverbandsvorsitzender in Mönchengladbach und Düsseldorf wurde Spinrath stellvertretender Landesvorsitzender in Nordrhein-Westfalen. Auf dem 21. Ordentlichen Bundeskongress 1998 in Bremen wurde er zum Nachfolger von Hermann Lutz im Amt des hauptamtlichen Bundesvorsitzenden gewählt. Daneben war Spinrath Vizepräsident der Union Internationale des Syndicats de Police (UISP), die zum 31. Oktober 2002 in die EuroCOP überführt wurde.
Spinrath ist seit 1988 Mitglied der SPD und seit 2005 stellvertretender Vorsitzender des Ortsvereins Geilenkirchen. Bei den Bundestagswahlen von 2005 bis 2021 wurde er von der SPD jeweils nominiert als Bewerber für das Direktmandat des Wahlkreises Heinsberg, in dem seit 1949 stets der Bewerber der CDU erfolgreich war. Bei der Bundestagswahl 2013 zog Spinrath schließlich über die SPD-Landesliste Nordrhein-Westfalen in den Bundestag ein. Im Januar 2014 wurde er zum Europapolitischen Sprecher seiner Fraktion gewählt und war deren Obmann im Europaausschuss des Deutschen Bundestags.
Spinrath ist verheiratet und hat zwei erwachsene Kinder.

## Trivia
Spinrath setzte sich bereits 1999 für ein Handy-Verbot beim Autofahren ein.